# Ielena Davídova
Ielena Víktorovna Davídova (en rus Еле́на Ви́кторовна Давы́дова) - neix el 7 d'agost de 1961 a Vorónej, Rússia és una ex-gimnasta que va competir per la Unió Soviètica i va guanyar la medalla d'or en la competició individual dels Jocs Olímpics de Moscou 1980.

## Primera etapa
Va començar a fer gimnàstica amb 6 anys, en el Club Spartak de Vorónej, després de veure en televisió les gestes de Larissa Petrik i Natàlia Kutxínskaia, dues campiones olímpiques soviètiques de la dècada de 1960. En 1974 va entrar a formar part de l'equip nacional júnior de l'URSS. En 1975 va ser 3a en els campionats júnior de l'URSS, guanyant l'or en salt i barres asimètriques. Gràcies a això va entrar a formar part de l'equip nacional sènior. En 1976 va ser 2a en els Campionats sènior de l'URSS, guanyant l'or en paral·leles asimètriques i la plata en sòl. Aquell any es va donar a conèixer internacionalment, durant la primera edició de la American Cup, celebrada a Orlando, als Estats Units. Allà va sorprendre a tothom en el seu exercici de barra d'equilibris, en fer un salt mortal cap endarrere que ningú fins llavors havia realitzat. Va acabar 3a en aquesta competició, que va guanyar la romanesa Nadia Comăneci.
Davídova no va ser inclosa en l'equip soviètic per als Jocs Olímpics d'Estiu de 1976 de Mont-real. L'entrenadora de l'equip era l'antiga campiona olímpica Larissa Latínina, qui defensava l'estil clàssic de gimnàstica, enfront de les noves tendències de gimnastes petites i de gran potència muscular que representaven Olga Kórbut, Nadia Comaneci o la pròpia Davídova. El 1977 va patir una lesió en el genoll que a punt va estar d'apartar-la de la gimnàstica. Però va aconseguir recuperar-se.
El 1978 va guanyar la Copa Cunichi, un prestigiós torneig internacional que se celebra cada any al Japó, i on va derrotar a l'alemanya oriental Maxi Gnauck, una de les millors gimnastes del món. En els Campionats del Món de 1978 celebrats a Estrasburg, França, va ser suplent de l'equip soviètic, i no va arribar a competir.
Tampoc va participar en els mundials de l'any següent que van tenir lloc a Fort Worth, als Estats Units, encara que en aquest cas es va deure a una grip. Sí que va acudir a la Universíada de Ciutat de Mèxic de 1979, on va guanyar per equips amb l'URSS i va ser tercera en la competició individual.

## Jocs Olímpics de Moscou
1980 seria el seu gran any. Es va proclamar per primera vegada campiona absoluta de l'URSS. L'equip que acudiria als Jocs Olímpics d'Estiu de 1980 de Moscou es va decidir en la Copa de l'URSS, celebrada al juny a Kíev, Ucraïna. Allà Davýdova va guanyar còmodament per davant de la seva principal rival, Natàlia Xàpoixnikova. La gran favorita per a guanyar als Jocs de Moscou i repetir el seu títol de quatre anys abans era la romanesa Nadia Comăneci. Abans dels Jocs l'entrenador de Comaneci ja havia assenyalat que Davýdova seria la seva rival més perillosa.
Les competicions van tenir lloc en el Palau dels Esports Luzhniki de la capital russa. Primer es va celebrar la competició per equips, les puntuacions dels quals compten també per a la competició individual i per a les finals per aparells. La victòria va correspondre a la Unió Soviètica, per davant de Romania i República Democràtica Alemanya. Davýdova es va classificar per a la competició individual i per a les finals de terra i paral·leles asimètriques. La competició individual es va celebrar el 24 de juliol. Després de les dues primeres rotacions de les quatre de què constava la competició, l'alemanya Maxi Gnauck anava 1a, Davýdova 2a i Comaneci estava empatada amb Shaposhnikova al 3a lloc. En la tercera rotació va fallar l'alemanya Gnauck, que només va obtenir un 9.7 en salt. Davýdova va estar a gran nivell en salt amb un 9.9, però Comaneci va fer un exercici perfecte en asimètriques puntuat amb un 10.00. Això va convertir a Comaneci en líder provisional de la prova amb escàs avantatge sobre Davýdova, a falta només d'un exercici. L'últim exercici de Davýdova era a les paral·leles asimètriques. Si fallava, l'or seria per a Comaneci o Gnauck. A més el seu exercici incloïa un Tkatchev, volta bastant arriscada que cap altra gimnasta realitzava en aquesta època. No va fallar, i va fer un exercici fantàstic, que va ser puntuat amb 9.95. Després d'aquesta actuació només Nadia Comaneci podia guanyar-li la medalla d'or. Comaneci necessitava almenys un 9.925 en el seu exercici de barra d'equilibris per a guanyar l'or. El seu exercici va ser bo, encara que va cometre petites errades. La polèmica va saltar a l'hora de donar les puntuacions dels cinc jutges. De les cinc notes es descartaven la més alta i la més baixa, i es feia la mitjana amb les altres tres. La jutge búlgara li va donar un 10, la txeca 9.9, la soviètica 9.8 i la polonesa també 9.8 Amb aquestes notes l'exercici de Comaneci era de 9.833, insuficient per a guanyar a Davýdova. Faltava la puntuació de la jutgessa romanesa. La jutgessa romanesa es deia Maria Simionescu, era amiga de Comaneci i estava molt vinculada a l'equip romanès. A més havia estat gimnasta olímpica i òbviament no era imparcial. Simionescu es va adonar que encara que li donés un 10 a Comaneci, no podia canviar la victòria de Davýdova ja que la mitjana quedaria en 9.9. Així que es va negar a pujar la seva puntuació al marcador, i això va ocasionar un greu incident que va mantenir parada la competició durant mitja hora. Finalment la nota va sortir i Yelena Davýdova va poder per fi celebrar el seu triomf olímpic. La plata va ser compartida entre Nadia Comaneci i l'alemanya oriental Maxi Gnauck, que van acabar empatades. En les finals per aparells que es van celebrar dos dies més tard, Davýdova va obtenir una medalla de plata en la barra d'equilibris. En la final de salt va fallar i es va quedar fora del podi. Als seus 18 anys Davýdova es va convertir en una de les grans estrelles dels Jocs, per haver derrotat a Nadia Comaneci, que semblava imbatible. L'agost de 1980 el seu rostre va aparèixer en la portada de l'edició europea de Newsweek. Malgrat tot, la premsa occidental va intentar qüestionar la victòria de Davýdova, com feien habitualment amb els assoliments dels esportistes soviètics. Amb això demostraven un gran desconeixement del sistema de puntuació en la gimnàstica artística. En la comunitat gimnàstica no hi havia cap dubte que Davýdova havia estat la millor, i que fins i tot la distància en les puntuacions entre ella i Comaneci havia estat massa curta. La pròpia Nadia Comaneci, en el seu llibre Cartes a una gimnasta jove, diu d'aquesta derrota que "(...) aquell dia Yelena simplement ho va fer millor".

## Després dels Jocs
El 3 de juliol de 1981, durant la celebració del 100è aniversari de la Federació Internacional de Gimnàstica, en Montreux, Suïssa, Davýdova va ser convidada per a realitzar el seu famós exercici de sòl, i es va guanyar una gran ovació de tots els presents. La seva última competició internacional van ser els Campionats del Món de Moscou en 1981, en els quals va acabar tercera en el concurs general després de les seves compatriotes Olga Bicherova (or) i Maria Filatova (plata). Va ser a més l'única gimnasta que va disputar les quatre finals per aparells, en les quals va guanyar una plata en sòl i un bronze en asimètriques. Davýdova es va retirar de la gimnàstica en 1982.
El 1983 es va casar amb l'entrenador de boxadors Pável Filátov. Van tenir dos fills, Dmitri i Antón. Va acudir a la Universitat de Leningrad (actual Sant Petersburg), i es va doctorar en Pedagogia amb una tesi titulada "Preparació no tradicional en les gimnastes d'elit". En 1987 va començar a ser entrenadora de gimnàstica i va ser jutge en moltes competicions. En 1991 es va traslladar a viure al Canadà amb la seva família, i allí viu des de llavors. Actualment treballa com entrandora a Oshawa, Ontario, i ha acompanyat a l'equip canadenc en competicions internacionals.
Va ser un dels entrenadors de l'equip de gimnàstica artística femenina del Canadà als Jocs Olímpics d'Estiu de 2012 a Londres. L'any 2016 Davydova va ser jutge principal dels Jocs Olímpics d'Estiu de 2016 a Rio de Janeiro. L'octubre de 2016, va ser escollida membre del Comitè Tècnic de Dones de la Federació Internacional de Gimnàstica.